# Fidschianische Frauen-Rugby-Union-Nationalmannschaft
Die fidschianische Frauen-Rugby-Union-Nationalmannschaft (englisch Fiji women’s national rugby union team) repräsentiert Fidschi in der Sportart Rugby Union bei allen Länderspielen (Test Matches) der Frauen. Mit Spitznamen nennen die Fidschianer ihre Nationalmannschaft Fijiana. Die organisatorische Verantwortung trägt der Verband Fiji Rugby Union (FRU). Rugby Union gilt in Fidschi als Nationalsport und der Inselstaat ist eines der wenigen Länder, in denen Rugby Union die beliebteste Sportart ist. Traditionell spielt Fidschi in weißen Trikots mit schwarzen Farbakzenten, schwarzen Hosen und schwarz-weiß-gestreiften Socken.
Das erste Test Match fand 2006 gegen Samoa statt. Seit 2016 nimmt Fidschi an der jährlichen Oceania Rugby Women’s Championship teil, wo es gegen Papua-Neuguinea, Samoa und Tonga antritt. 2019 qualifizierte sich Fidschi erstmals für eine Weltmeisterschaft, kam 2021 jedoch nicht über die Vorrunde hinaus.

## Organisation
Verantwortlich für die Organisation von Rugby Union in Fidschi ist die Fiji Rugby Union (FRU). Der Verband wurde 1913 gegründet und 1987, kurz vor der ersten Weltmeisterschaft, Vollmitglied des International Rugby Football Board (IRFB; heute World Rugby). Die FRU war außerdem im Jahr 2000 Gründungsmitglied des Kontinentalverbandes Federation of Oceania Rugby Unions (FORU; heute Oceania Rugby).

## Geschichte

### Ursprünge
Fidschi spielte sein erstes Spiel 1997 gegen ein besuchendes US-amerikanisches Team. 2006 folgte das erste offizielle Test Match gegen Samoa bei der Women’s Pacific Tri-Nations.
Zehn Jahre nach der Women’s Pacific Tri-Nations wurde die Oceania Rugby Women’s Championship gegründet. Die erste Oceania Rugby Women’s Championship 2016 wurde zwischen Fidschi und Papua-Neuguinea im ANZ National Stadium in Suva ausgetragen. Das Turnier war gleichzeitig Teil der Qualifikation zur Weltmeisterschaft 2017. Die Fidschianerinnen entschieden das Turnier mit einem 37:10-Sieg für sich und erreichten die nächste Runde der WM-Qualifikation.
In der Repechage traf Fidschi auf Hongkong und Japan, unterlag jedoch in beiden Spielen und verpasste damit die WM 2017. 2018 gewann Fijiana die zweite Oceania Rugby Women’s Championship 2018 und verteidigte seinen Titel ungeschlagen.
Die Oceania Rugby Women’s Championship 2018 diente parallel als Qualifikation zur Weltmeisterschaft 2021 in Neuseeland. Dabei hatte Ozeanien erstmals einen eigenen Startplatz bei der Weltmeisterschaft. Australien und Neuseeland waren bereits aufgrund ihres Abschneidens beim vorherigen Turnier direkt qualifiziert, wodurch sich Fijiana den Startplatz sichern und damit erstmals für eine WM qualifizieren konnte.
2022 bestritten die Fidschianerinnen in Brisbane zwei Test Matches gegen Australien und Japan. Dabei trafen sie erstmals überhaupt auf Australien und zum zweiten Mal auf Japan. Fidschi gewann die Oceania Rugby Women’s Championship 2022 in Neuseeland. Bei dem Turnier schrieb das Team Geschichte mit seinem Sieg von 152:0 über Papua-Neuguinea in Papakura, Neuseeland.

### Erste Weltmeisterschaftsteilnahme
2022 wurde Fijiana im ersten Vorrundenspiel von England deklassiert, die 14 Versuche legten und mit 84:19 gewannen. Daraufhin gelang ihnen ihr erster WM-Sieg überhaupt gegen Südafrika mit 21:17. Nach ihrem Sieg erreichten die Fidschianerinnen mit dem 16. Platz auf der World-Rugby-Weltrangliste ihren besten Platz bisher. Frankreich ließ im letzten Vorrundenspiel gegen Fidschi keine Punkte zu und gewann mit 44:0. Damit beendeten sie das Turnier auf dem neunten Platz.

### Zweite Weltmeisterschaftsteilnahme
Fidschi qualifizierte sich mit dem Gewinn der Oceania Rugby Women’s Championship 2024 für die Weltmeisterschaft 2025.

## Trikot, Logo und Spitzname
Fidschi spielt traditionell in weißen Trikots mit schwarzen Farbakzenten, schwarzen Hosen und schwarz-weiß-gestreiften Socken. Das Auswärtstrikot ist schwarz mit weißen Farbakzenten, weißen Hosen und weißen Socken mit schwarzen Streifen.
Das Logo des Verbandes Fiji Rugby Union zeigt eine Palme in schwarz vor einem stilisierten Rugbyball mit schwarzer Umrandung und dem Schriftzug Fiji Rugby darunter. Der Spitzname der Nationalmannschaft lautet Fijiana.

## Stadion
Heimstadion Fidschis ist das 1951 erbaute HFC Bank Stadium (früher National Stadium) in der Hauptstadt Suva. Nach Umbauten in den Jahren 1978/79 und 2012 besitzt es eine Kapazität von 15.000 Zuschauern.

## Test Matches
Fidschi hat 13 seiner bisher 52 Test Matches gewonnen, was einer Gewinnquote von 52,00 % entspricht. Die Statistik der Test Matches Fidschis gegen alle Nationen, alphabetisch geordnet, ist wie folgt (Stand: 14. Januar 2025):
| Land            | Spiele | Gewonnen | Unent- schieden | Verloren | % Siege |
| --------------- | ------ | -------- | --------------- | -------- | ------- |
| Australien      | 2      | 0        | 0               | 2        | 0,00    |
| England         | 1      | 0        | 0               | 1        | 0,00    |
| Frankreich      | 1      | 0        | 0               | 1        | 0,00    |
| Hongkong        | 2      | 0        | 0               | 2        | 0,00    |
| Japan           | 2      | 0        | 0               | 2        | 0,00    |
| Kanada          | 1      | 0        | 0               | 1        | 0,00    |
| Papua-Neuguinea | 4      | 4        | 0               | 0        | 100,00  |
| Samoa           | 7      | 4        | 0               | 3        | 57,14   |
| Südafrika       | 1      | 1        | 0               | 0        | 100,00  |
| Tonga           | 4      | 4        | 0               | 0        | 100,00  |
| Gesamt          | 25     | 13       | 0               | 12       | 52,00   |

## Erfolge

### Weltmeisterschaften
Fidschi hat sich bisher für eine Weltmeisterschaft qualifiziert. Dabei schied es mit einem Vorrundensieg wieder aus dem Turnier aus.
| Jahr | Resultat           | Spiele             | Siege              | Unent.             | Ndlg.              | +/-                | Punkte             |
| ---- | ------------------ | ------------------ | ------------------ | ------------------ | ------------------ | ------------------ | ------------------ |
| 1991 | nicht eingeladen   | nicht eingeladen   | nicht eingeladen   | nicht eingeladen   | nicht eingeladen   | nicht eingeladen   | nicht eingeladen   |
| 1994 | nicht eingeladen   | nicht eingeladen   | nicht eingeladen   | nicht eingeladen   | nicht eingeladen   | nicht eingeladen   | nicht eingeladen   |
| 1998 | nicht eingeladen   | nicht eingeladen   | nicht eingeladen   | nicht eingeladen   | nicht eingeladen   | nicht eingeladen   | nicht eingeladen   |
| 2002 | nicht eingeladen   | nicht eingeladen   | nicht eingeladen   | nicht eingeladen   | nicht eingeladen   | nicht eingeladen   | nicht eingeladen   |
| 2006 | nicht eingeladen   | nicht eingeladen   | nicht eingeladen   | nicht eingeladen   | nicht eingeladen   | nicht eingeladen   | nicht eingeladen   |
| 2010 | nicht qualifiziert | nicht qualifiziert | nicht qualifiziert | nicht qualifiziert | nicht qualifiziert | nicht qualifiziert | nicht qualifiziert |
| 2014 | nicht qualifiziert | nicht qualifiziert | nicht qualifiziert | nicht qualifiziert | nicht qualifiziert | nicht qualifiziert | nicht qualifiziert |
| 2017 | nicht qualifiziert | nicht qualifiziert | nicht qualifiziert | nicht qualifiziert | nicht qualifiziert | nicht qualifiziert | nicht qualifiziert |
| 2021 | Vorrunde           | 3                  | 1                  | 0                  | 2                  | 40:149             | 4                  |
| 2025 | qualifiziert       | qualifiziert       | qualifiziert       | qualifiziert       | qualifiziert       | qualifiziert       | qualifiziert       |
| 2029 | noch ausstehend    | noch ausstehend    | noch ausstehend    | noch ausstehend    | noch ausstehend    | noch ausstehend    | noch ausstehend    |
| 2033 | noch ausstehend    | noch ausstehend    | noch ausstehend    | noch ausstehend    | noch ausstehend    | noch ausstehend    | noch ausstehend    |

### Oceania Rugby Women’s Championship
Das einzige jährliche Turnier Fidschis ist seit 2016 die Oceania Rugby Women’s Championship, wobei man gegen Papua-Neuguinea, Samoa und Tonga spielt. Dabei gelangen vier Turniersiege.
- Turniersiege (4): 2016, 2018, 2022, 2024

## Spielerinnen

### Aktueller Kader
Die folgenden Spielerinnen bilden den Kader während der Weltmeisterschaft 2025:
| Spielerin          | Position         | Verein       | Länderspiele |
| ------------------ | ---------------- | ------------ | ------------ |
| Kolora Lomani      | Gedrängehalb     | Fijian Drua  | 17           |
| Salanieta Kinita   | Verbinderin      | Fijian Drua  | 15           |
| Setaita Railumu    | Verbinderin      | Fijian Drua  | 20           |
| Verenaisi Ditavutu | Innendreiviertel | Fiji Sevens  | 01           |
| Rusila Nagasau     | Innendreiviertel | Fijian Drua  | 12           |
| Alowesi Nakoci     | Innendreiviertel | Fijian Drua  | 07           |
| Josifini Neihamu   | Innendreiviertel | Fijian Drua  | 03           |
| Ilisapeci Delaiwau | Außendreiviertel | Fiji Sevens  | 05           |
| Kelerayani Luvu    | Außendreiviertel | Fidji Sevens | 0            |
| Adi Salote Nailolo | Außendreiviertel | vereinslos   | 01           |
| Mere Vocevoce      | Außendreiviertel | Fidji Sevens | 0            |
| Litiana Vueti      | Außendreiviertel | Fijian Drua  | 02           |
| Ema Adivitaloga    | Schlussfrau      | Fijian Drua  | 20           |
| Michellaʻe Stolz   | Schlussfrau      | vereinslos   | 02           |
| Repeka Tove        | Schlussfrau      | Fijian Drua  | 12           |

| Spielerin                  | Position               | Mannschaft    | Länderspiele |
| -------------------------- | ---------------------- | ------------- | ------------ |
| Keleni Marawa              | Haklerin               | Fijian Drua   | 21           |
| Selai Naliva               | Haklerin               | vereinslos    | 01           |
| Vika Matarugu              | Pfeiler                | Fijian Drua   | 19           |
| Tiana Robanakadavu         | Pfeiler                | Fijian Drua   | 18           |
| Loraini Senivutu           | Pfeiler                | Fijian Drua   | 13           |
| Bitila Tawake              | Pfeiler                | Fijian Drua   | 23           |
| Bulou Wainikiti Vasuturaga | Pfeiler                | vereinslos    | 09           |
| Jade Coates                | Zweite-Reihe-Stürmerin | Chiefs Manawa | 09           |
| Mereoni Nakesa             | Zweite-Reihe-Stürmerin | Fijian Drua   | 23           |
| Asinate Serevi             | Zweite-Reihe-Stürmerin | Fijian Drua   | 27           |
| Nunia Daunimoala           | Flügelstürmerin        | Fijian Drua   | 17           |
| Alfreda Fisher Maria       | Flügelstürmerin        | Fijian Drua   | 08           |
| Karalaini Naisewa          | Flügelstürmerin        | Fijian Drua   | 28           |
| Adi Salaseini Railumu      | Flügelstürmerin        | Fijian Drua   | 04           |
| Sulita Waisega             | Flügelstürmerin        | Fijian Drua   | 24           |
| Carletta Yee               | Flügelstürmerin        | Fijian Drua   | 01           |
| Manuqalo Komaitai          | Flügelstürmerin        | vereinslos    | 02           |

### Bekannte Spielerinnen
Bisher wurde noch keine fidschianische Spielerin in die World Rugby Hall of Fame aufgenommen.

## Trainer
Folgende Personen waren Trainer der fidschianischen Nationalmannschaft:
| Name                | Jahre     |
| ------------------- | --------- |
| Seremaia Bai        | 2016      |
| Senirusi Seruvakula | 2020–2022 |
| Inoke Male          | 2023      |
| Mosese Rauluni      | 2024      |
| Ioan Cunningham     | seit 2025 |